# Agila 1
O Agila 1 (Anteriormente denominado de Palapa B3 e Palapa B2P) foi um satélite de comunicação geoestacionário que foi construído pela Hughes, ele esteve localizado na posição orbital de 113 graus de longitude leste e foi operado inicialmente pela PT Pasifik Satelit Nusantara e posteriormente pela Mabuhay Philippines Satellite Corporation (MPSC). O satélite era baseado na plataforma HS-376 e sua expectativa de vida útil era de 10 anos. O mesmo ficou fora de serviço em janeiro de 1998.

## História
O Palapa B2P fazia parte da série Palapa B, a segunda geração de satélites de comunicações projetados e construídos para a Indonésia pela Hughes Space and Communications Company.
Após uma tentativa de lançamento ocorrida em 1984, o satélite Palapa B3 foi condenado. O mesmo foi lançado com sucesso, como Palapa B2P a bordo de um de foguete Delta-3920 PAM-D em março de 1987 Em meados do ano de 1996, o satélite foi adquirido da PT Pasifik Satelit Nusantara pela PLDT para se tornar o primeiro satélite do sistema Mabuhay. O mesmo parou de funciona em janeiro de 1998.

## Lançamento
O satélite foi lançado com sucesso ao espaço no ano dia 20 de março de 1987, por meio de um veículo Delta-3920 PAM-D, a partir da Estação da Força Aérea de Cabo Canaveral, na Flórida, EUA. Ele tinha uma massa de lançamento de 652 kg.

## Capacidade e cobertura
O Agila 1 era equipado com 24 transponders em banda C, fazendo cobertura em parte da Ásia e da região Ásia-Pacífico.